# Det Danske Institut for Videnskab og Kunst i Rom
Det Danske Institut for Videnskab og Kunst i Rom (italienisch Accademia di Danimarca, „Dänisches Institut für Wissenschaft und Kunst in Rom“) ist eine dänische Forschungseinrichtung mit Sitz in Rom.

## Geschichte
Die Anfänge des Instituts reichen bis zum Ende des 19. Jahrhunderts zurück. Im Jahr 1887 war der dänische Philanthrop und Mäzen Jacob Christian Jacobsen in Rom gestorben. Er hatte 1876 die mit umfangreichen Mitteln ausgestattete Carlsberg-Stiftung gegründet. Die Stiftung entsandte 1896 erstmals einen Historiker nach Rom und finanzierte in der Folge immer wieder Forschungsvorhaben in Rom und Italien. Ein eigenes dänisches Institut in Italien zu etablieren, blieb jedoch Idee, auch nachdem 1926 das Svenska Institutet i Rom seine Arbeit aufgenommen hatte.
Es dauerte bis nach dem Zweiten Weltkrieg, um die Pläne so weit zu entwickeln, dass eine dänische Einrichtung in Rom etabliert werden konnte. Im Jahr 1956 wurde auf Initiative der Carlsberg-Stiftung Det Danske Institut for Videnskab og Kunst i Rom gegründet. Es bezog zunächst den Palazzo Primoli in der Via Zanardelli nahe der Piazza Navona. 1959 wurde mit finanzieller Unterstützung der Carlsberg-Stiftung der Dronning Ingrids romerske Fond („Römische Stiftung Königin Ingrids“) gegründet. Ingrid von Schweden, von 1947 bis 1972 dänische Königin, war ab 1959 Ehrenpräsidentin des Instituts. Der Dronning Ingrids romerske Fond stellt die Mittel, über die die Direktion bei der Vergabe von Stipendien, Forschungsvorhaben und Bücherkäufen verfügen kann.
Im Jahr 1967 bezog das Danske Institut seinen heutigen Sitz in der Via Omero 18, wo die Carlsberg-Stiftung durch den international bekannten Architekten Kay Fisker einen Neubau hat errichten lassen. Seit seiner Errichtung wurde das Gebäude mehrfach umgebaut, zuletzt 2014–2015.

## Aufgaben
Zu den Aufgaben des Danske Institut gehört es, die kulturellen Verbindungen zwischen Dänemark und Italien zu stärken und weiterzuentwickeln. Die vom Institut unterstützten Forschungsvorhaben decken ein breites Spektrum ab und reichen von archäologischen Ausgrabungen über philologische Untersuchungen in die verschiedenen Bereiche der historischen Wissenschaften, der Kirchengeschichte, der Kunst-, Literatur- und Musikgeschichte. Zudem werden Künstler, Fotografen, Architekten und Musiker unterstützt und gefördert. Zusammen mit den anderen nordischen Instituten in Rom werden Workshops, Symposien, Kolloquien und Konferenzen, Konzerte und Ausstellungen organisiert.
Das Danske Institut ist Mitglied der Unione internazionale degli istituti di archeologia, storia e storia dell’arte in Roma, der Associazione Internazionale di Archeologia Classica und der 1992 ins Leben gerufenen Unione Romana delle Biblioteche Scientifiche, eines Zusammenschlusses wissenschaftlicher Bibliotheken in Rom. Das Institut stellt eine Bibliothek bereit, die 20.000 Titel an wissenschaftlichen Zeitschriften, Monographien, Musikaufnahmen und ähnlichem umfasst. Als eigene Zeitschrift gibt es die Analecta Romana Istituti Danici heraus, die um eine monographische Supplementreihe ergänzt wird.
Seit 2015 wird aus Mitteln der Carlsberg-Stiftung der „Königin-Margrethe-Rom-Preis“ verliehen. Er geht vorzugsweise an dänische Forscher, die eine hervorragende wissenschaftliche Leistung in einem der Tätigkeitsfelder des dänischen Instituts in Rom erbracht haben. Margrethe II. ist seit 2011 Schirmherrin des Instituts.